# Huangpi
Huangpi (chiń. upr. 黄陂区; chiń. trad. 黃陂區; pinyin Huángpí Qū) – dzielnica w północnej części miasta Wuhan w prowincji Hubei w Chińskiej Republice Ludowej. Według danych z 2011 roku, liczba mieszkańców dzielnicy wynosiła 1129800.